# Ontherus azteca
Ontherus azteca är en skalbaggsart som beskrevs av Edgar von Harold 1869. Ontherus azteca ingår i släktet Ontherus och familjen bladhorningar. Inga underarter finns listade i Catalogue of Life.